# Liptougou
Liptougou là một tổng thuộc  Gnagna (tỉnh) ở phía bắc  Burkina Faso. Thủ phủ là thị xã Liptougou..

## Các thị xã và làng xã
Bambilaré, Bantienima, Bonsiega, Dadounga, Dinalaye, Djibali, Djoari, Fouga, Gabondi, Kodjéna, Kokou, Lontakoani, Nadouonou, Nagnoagou, Nalenga, Nassourgou. Ouaboidi, Pintiagou, Souloungou, Tambiga, Tantiaka, Tolepsi và Touolongou.